# ولک پریتچنو
ولک پریتچنو (به چکی: Velké Přítočno) یک منطقهٔ مسکونی در جمهوری چک است که در شهرستان کلادنو واقع شده‌است.